# Sobór Świętych Symeona i Anny w Jełgawie
Sobór Świętych Symeona i Anny – sobór prawosławny w Jełgawie. Świątynia parafialna; należy do dekanatu ryskiego eparchii ryskiej Łotewskiego Kościoła Prawosławnego.

## Historia

### Wzniesienie świątyni
Pierwszą cerkiew pod tym wezwaniem w Jełgawie (ówczesna Mitawa) nakazała wznieść w latach 20. XVIII stulecia księżna Kurlandii i Semigalii Anna Iwanowna Romanowa, późniejsza caryca rosyjska. Świątynia ta funkcjonowała także po wyjeździe Anny z Inflant i była nadal finansowana przez rodzinę carską. Mimo tego jej stan techniczny w połowie XVIII w. był już bardzo zły. W związku z tym w 1774 rozpoczęto budowę nowej cerkwi pod tym samym wezwaniem, według projektu Bartolomeo Rastrellego. Wybór właśnie tego architekta był związany z faktem, że w tym samym okresie Rastrelli prowadził w Mitawie prace nad wzniesieniem kompleksu pałacowego dla księcia Kurlandii i Semigalii Ernesta Jana Birona.
Początek prac budowlanych nad cerkwią upamiętnia metalowa płyta z informacją, iż budowę rozpoczęto 23 czerwca 1774, za panowania Katarzyny II. Obiekt był gotowy po czterech latach, 4 maja 1780 został uroczyście poświęcony. Dzwony i zegar dla świątyni podarowała hrabina E. Till (zd. Bestużewa-Riumina). Świątynia w 1850 otrzymała status soboru po powołaniu eparchii ryskiej i mitawskiej. Mimo tego budynek nie był konserwowany. W 1885, w czasie swojej wizyty w Mitawie, wielki książę Władimir Aleksandrowicz stwierdził, że obiekt jest zbyt mały, by pomieścić wszystkich prawosławnych zamieszkujących w mieście (był jedyną cerkwią), ponadto jego wyposażenie jest niewystarczające. O konieczności wzniesienia nowej świątyni pisał również gubernator kurlandzki Konstantin Paszczenko. W związku z tym car Aleksander III zainteresował się tą sprawą i zapowiedział gotowość finansowego wsparcia budowy.

### Przebudowa

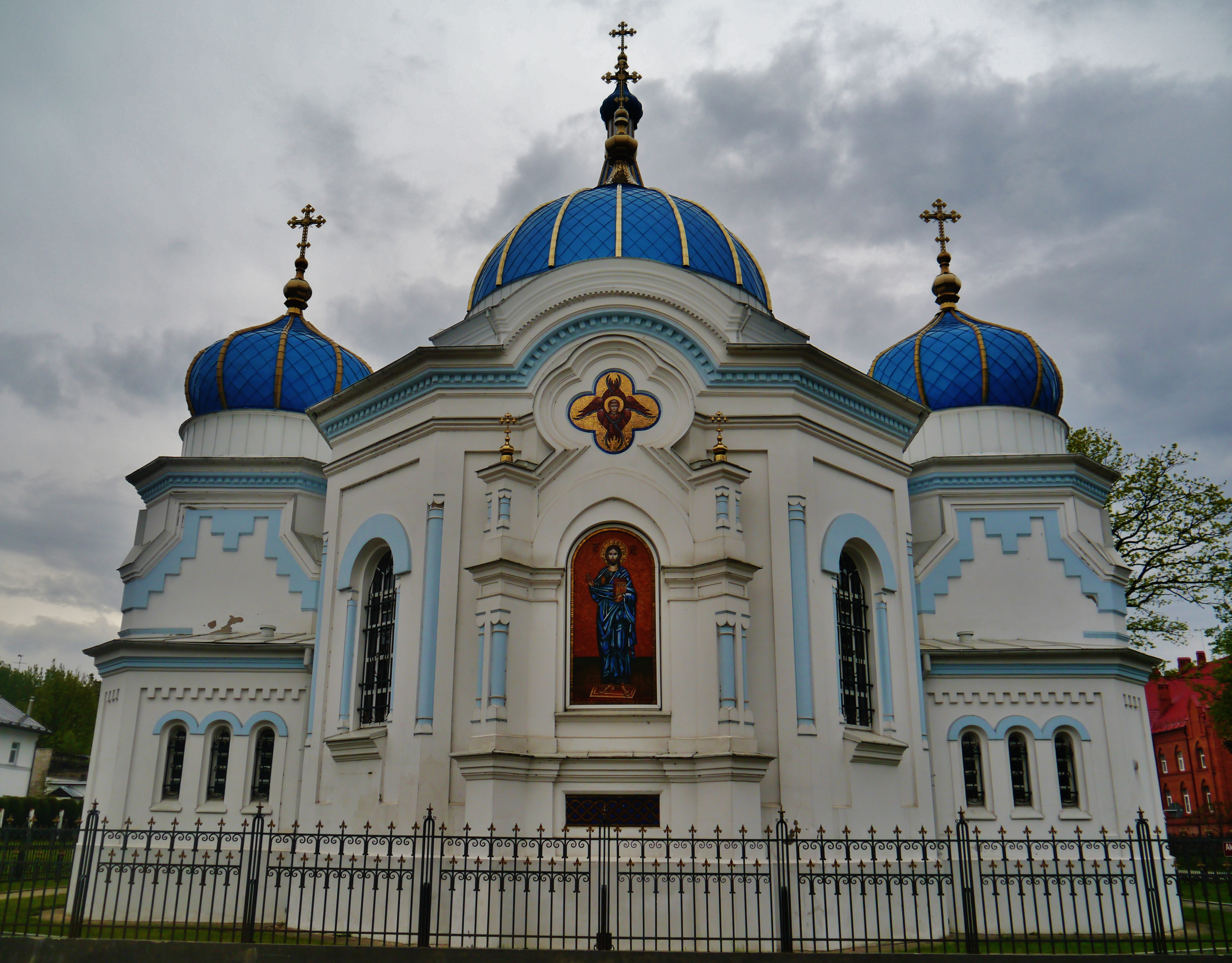
Widok od strony prezbiterium

W 1887 na katedrę ryską i mitawską został powołany biskup Arseniusz (Briancew). Odwiedził on Mitawę w pierwszym roku swojego urzędowania i zdecydował o rozpoczęciu zbiórki pieniędzy na przebudowę istniejącego soboru oraz budowę tymczasowej świątyni na cmentarzu prawosławnym w mieście. W roku następnym Świątobliwy Synod Rządzący powierzył zadanie przygotowania projektu przebudowy świątyni Nikołajowi Czaginowi. Przedstawiony przez niego plan został 13 czerwca tego samego roku zatwierdzony do realizacji. Car Aleksander III przekazał na cele budowy 30 tys. rubli, 12 tys. przekazał Świątobliwy Synod Rządzący, zaś 8 tys. dała zbiórka przeprowadzona wśród mieszkańców Jełgawy.
Projekt Czagina zakładał rozbiórkę części dawnego soboru i powiększenie pozostałych jego elementów. Architekt osobiście nadzorował przebieg prac budowlanych, rozpoczętych 3 czerwca 1890. 14 listopada 1892 biskup ryski i mitawski Arseniusz poświęcił przebudowany sobór. Świątynia była nieprzerwanie czynna w okresie I wojny światowej, dwudziestolecia międzywojennego oraz II wojny światowej. W czasie obydwu konfliktów została uszkodzona.

### Zniszczenie i renowacja

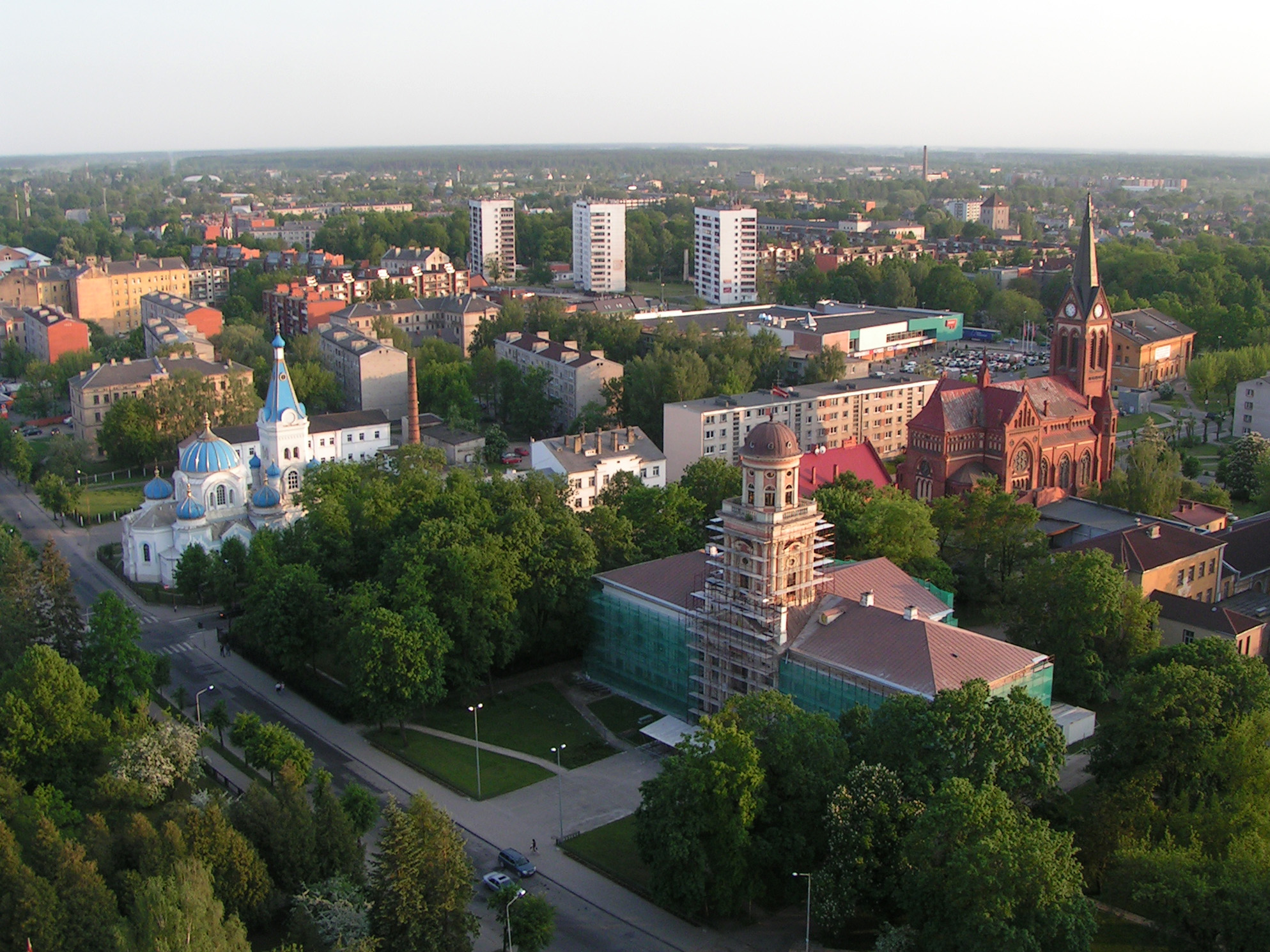
Sobór w panoramie Jełgawy

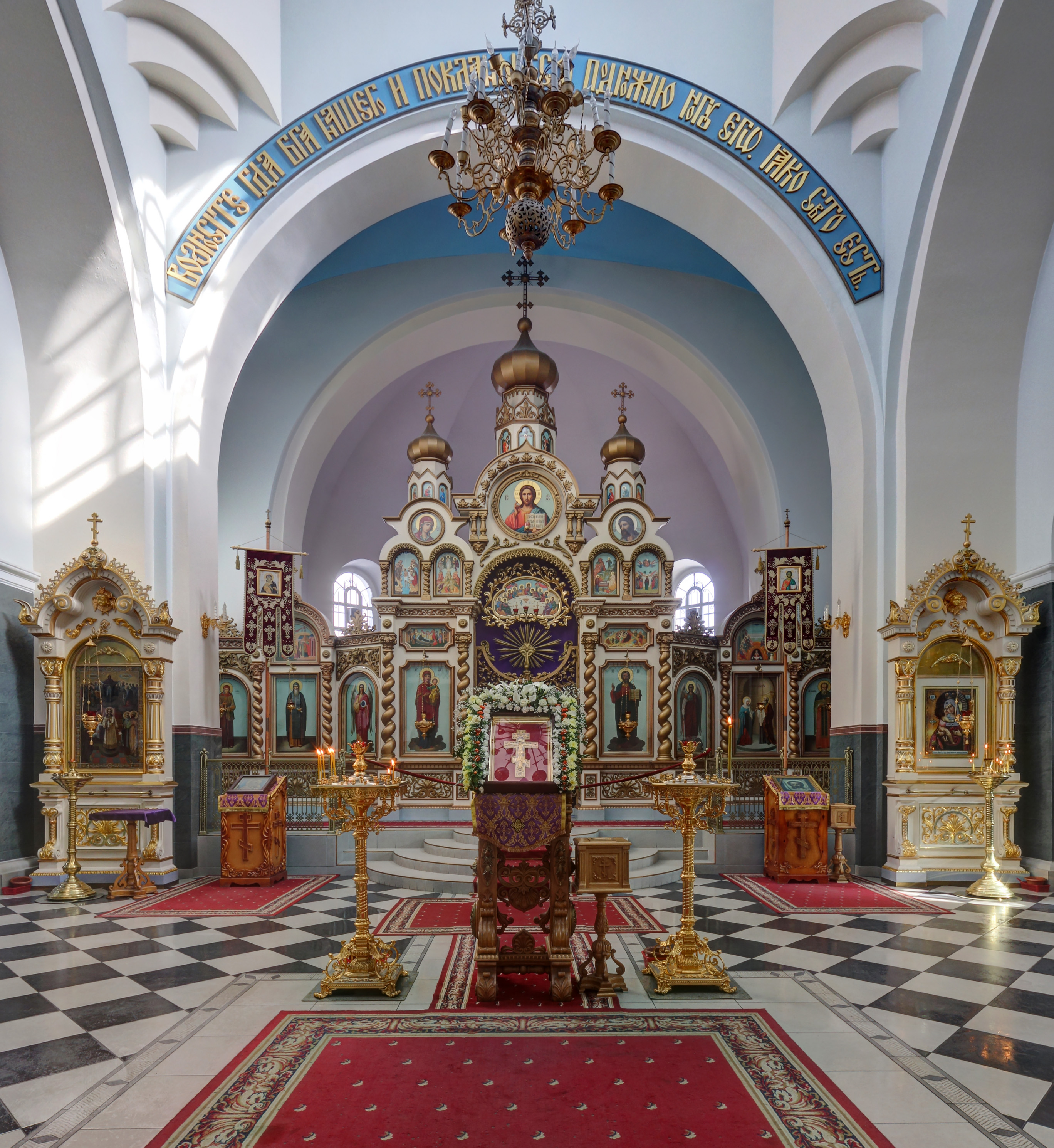
Wnętrze soboru

Po włączeniu Łotwy do ZSRR obiekt otrzymał status chronionego przez państwo zabytku, jednak natychmiast został odebrany wiernym i zmieniony w magazyn środków chemicznych. Kilkakrotne plany renowacji obiektu nie zostały zrealizowane. W latach 80. pojawiła się natomiast koncepcja adaptacji go na salę koncertową, a po jego porzuceniu – zburzenia soboru. I ten projekt został jednak zarzucony. Zniszczona cerkiew została zwrócona Łotewskiemu Kościołowi Prawosławnemu już po upadku Związku Radzieckiego.
Z inicjatywy biskupa ryskiego i całej Łotwy Aleksandra rozpoczęto gruntowny remont cerkwi. Jego pierwsza faza zakończyła się w 1995 poprzez umocnienie fundamentów oraz elektryfikację zdewastowanej świątyni. W 2000 w nawie głównej pojawił się nowy ikonostas. Była tu już trzecia kolejna taka konstrukcja w świątyni. Pierwszy trzyrzędowy ikonostas w świątyni pochodził z istniejącej za panowania Anny Iwanowny kaplicy prawosławnej w pałacu książęcym, noszącej wezwanie Przemienienia Pańskiego. Wykonano do niego nowe królewskie wrota. Zbiór ikon czczonych w cerkwi stanowił połączenie obiektów znajdujących się już w kaplicy Przemienienia Pańskiego oraz nowych. W 1786 mieszczanin ze Smoleńska, Aleksiej Romanowski, wykonał na zamówienie 10 nowych wizerunków świętych, które znalazły się następnie w odnawianym ikonostasie cerkwi w Jełgawie. Ikonostas ten po przebudowie w latach 1890–1892 zastąpił nowy, ufundowany przez parafian i wykonany według projektu A. Durbasowej, z ikonami członka akademii petersburskiej Lewickiego. Większość wyposażenia dla przebudowanego soboru przekazał oberprokurator Świętego Synodu Konstantin Pobiedonoscew.